# Ribeira de Seiça
A Ribeira de Seiça é uma ribeira de Portugal com uma extensão aproximada de 24 km, que nasce próximo de Seiça de que recebeu o nome, no Município de Ourém, e desagua no Rio Nabão, já com o nome de Ribeira da Sabacheira.
Passa pela cidade de Ourém e por várias localidades deste Município, entre as quais a que dá o nome à ribeira, Seiça. No seu troço final atravessa a freguesia da Sabacheira (de poente para nascente) no Município de Tomar, onde é designada por ribeira da Sabacheira, até à sua foz.
Abastece de água a agricultura de regadio presente ao longo das suas margens, compostas de uma vasta vegetação ribeirinha, encontram-se também alguns açudes ao longo do seu curso.
Nesta ribeira sobrevive a rara espécie de lampreia de riacho de nome Lampetra planeri, tendo em finais do século XX sido descoberta uma nova espécie,  a Lampetra auremensis.
Na Península Ibérica, segundo a associação ambientalista Quercus, este tipo de lampreia só está presente em quatro locais. Três deles em Portugal e em ribeiras do Município de Ourém: Seiça, Caxarias e Olival. Em Espanha no rio Olabidea.
A ribeira tem sido palco de vários focos de poluição, em particular nos causados pelo extravasamento do emissário de esgotos do Município de Ourém até à ETAR de Seiça", e ao próprio mau funcionamento desta, já localizada na freguesia da Sabacheira, concelho de Tomar.
A última ligação direta de esgotos domésticos no leito da ribeira foi anulada pela Câmara de Ourém em 2011, mas subsistem focos de poluição industrial.